# 20-й Венецианский кинофестиваль
20-й Венецианский международный кинофестиваль проходил в Венеции, Италия, с 23 августа по 6 сентября 1959 года.

## Жюри
- Луиджи Кьярини (председатель жюри, Италия),
- Жорж Альтман (Франция),
- Сергей Бондарчук (СССР),
- Ральф Форте (США),
- Луис Гомес Меса (Испания),
- Эрнст Крюгер (ФРГ),
- Роджер Максвелл (Великобритания),
- Виничо Маринуччи,(Италия),
- Дарио Дзанелли (Италия).

## Конкурсная программа
- Собаки, вы хотите жить вечно?, режиссёр Франк Висбар
- Загадочный пассажир, режиссёр Ежи Кавалерович
- Пламя, режиссёр Кон Итикава
- Бессонные годы, режиссёр Феликс Мариашши
- Генерал делла Ровере, режиссёр Роберто Росселлини
- В твоих руках жизнь, режиссёр Николай Розанцев
- Ночь шпионов, режиссёр Робер Оссейн
- Эстерина, режиссёр Карло Лидзани
- Большая война, режиссёр Марио Моничелли
- Лицо, режиссёр Ингмар Бергман
- Анатомия убийства, режиссёр Отто Преминджер
- Мальчик и Мост, режиссёр Кевин МакКлори
- Авантюрист двух миров, режиссёр Хуан Антонио Бардем
- Двойной поворот ключа, режиссёр Клод Шаброль

## Награды
- Золотой лев:
  - Большая война, режиссёр Марио Моничелли
  - Генерал Делла Ровере, режиссёр Роберто Росселлини
- Серебряный лев — Специальный приз жюри: Лицо, режиссёр Ингмар Бергман
- Кубок Вольпи за лучшую мужскую роль: Джеймс Стюарт — Анатомия убийства
- Кубок Вольпи за лучшую женскую роль: Мадлен Робинсон — Двойной поворот ключа